# Bietsik
Bietsik är en sjö i Arjeplogs kommun i Lappland som ingår i Umeälvens huvudavrinningsområde. Sjön har en area på 0,199 kvadratkilometer och ligger 466,3 meter över havet. Bietsik ligger i Yrafdeltat Natura 2000-område. Vandringsleden Kungsleden passerar väster om Bietsek när den rundar Irafts västligaste vik Ahaviken.

## Delavrinningsområde
Bietsik ingår i delavrinningsområde (735494-153511) som SMHI kallar för Utloppet av Iraft. Medelhöjden är 594 meter över havet och ytan är 46,63 kvadratkilometer. Räknas de 48 avrinningsområdena uppströms in blir den ackumulerade arean 1 195,77 kvadratkilometer. Laisälven som avvattnar avrinningsområdet har biflödesordning 3, vilket innebär att vattnet flödar genom totalt 3 vattendrag innan det når havet efter 444 kilometer. Avrinningsområdet består mestadels av skog (66 procent) och kalfjäll (16 procent). Avrinningsområdet har 3,84 kvadratkilometer vattenytor vilket ger det en sjöprocent på 8,2 procent.